# ...Y el demonio creó a los hombres
... y el Demonio creó a los hombres es una película en blanco y negro coproducción de Uruguay y Argentina dirigida por Armando Bó sobre su propio guion que se estrenó el 10 de noviembre de 1960 y que tuvo como protagonistas a Isabel Sarli, Armando Bo,	Horacio Priani y Maruja Roig.

En esta película Isabel Sarli dice su famosa frase: "¿Qué pretende de mí?".

## Sinopsis
Una hermosa mujer se refugia en una isla y es acosada constantemente por hombres de diversos tipos.

## Reparto
- Isabel Sarli
- Armando Bo
- Horacio Priani
- Maruja Roig
- Mario Casado
- Aníbal Pardeiro
- Alejandro del Castillo
- Pablo Moret
- Ana Moreno
- Brenda Trillo
- María Esther Corán
- Santiago Pedemonte
- Marcel Chanet
- Coco Martínez
- Miguel Paparelli
- Ana Moreno
- Alberto Weschelberger
- Sancho García
- Claudia Lapacó
- Victor Bo

## Comentarios
Rolando Rivieri comentó en revista Platea :

”Este film es, sin duda, el primer intento filosófico serio de la pantalla nacional. Una especie de neoexistencialismo angustioso que parte desde distintos y desconcertantes ángulos para cristalizar una tesis…Magdalena queda prestamente en ropa interior, y danza felina y sensual mientras su esposo procura prestar atención a Sartre.”

Clarín dijo:

”Falso escándalo. Film primario. Ritmo desmayado.”

Por su parte Manrupe y Portela escriben:

”Folletín con pretensiones bíblicas de la primera etapa Bó-Sarli, interesante en su realización rudimentaria y adelanto del estilo definitivo del director .”